# Виестартс
Виестурс или Виестартс (лат. Vesthardus, Vester, латыш. Viesturs, Viestards, ? — после 1229 год) — князь земгалов (maior natu de Semigallia, Semigallorum princeps, konic). Резиденцией Виестартса был Терветский замок, и по мнению исследователей, Виестартс был правителем всей Западной Земгалии (rex Semigalie). Имя Виестурса впервые появляется в исторических источниках, описывающих события 1205 года. Первоисточниками служат протоколы Franciscus de Moliano 1312 года и Ливонская рифмованная хроника.

## Происхождение имени
Неизвестно, как произносили имя сами земгалы. Существуют только латинские написания еимени - Nameyxe и средневерхненемецкое - Nameise. В работах латышских историков его называют Nameju, Nameiti, Nameisi, Nameiku.
По мнению языковдеа Эрнесат Блесе, имя Виестартс балтского происхождения, первая часть которого переводится «гость» (латыш. "viesis", лит. "viešis"), а вторая — «говорить» (лит. "taryti").

## Биография
В 1205 году после инициативы Виестартса объединённое войско земгалов, Рижского епископа и ордена Меченосцев возле Ропажи нанесло поражение литовцам. В том же году Виестартс заключил союз с немцами против своих давних врагов ливов и литовцев. В 1206 году Виестартс помогал немцам поработить гауйских ливов. В 1208 году с крестоносцами предпринял неудачный военный поход против Литвы.
В 1219 году Виестартс пытался заставить земгалов Межотны, столицы восточной Земгалии Упмалы, отказаться от им принятой католической веры и уничтожил часть крестоносцев, которые направлялись на замок. Однако в 1220 году немцы отвоевали Межотны, и восточная Земгалия вышла из под контроля Виестартса.
В 1225 году Виестурс разрешил папскому легату Вильгельму из Модены проповедовать в Земгалии христианство, но сам креститься отказался.
Из за пограничных споров в 1228 году под предводительством Виестартса земгалы и курши уничтожили хорошо укреплённый Даугавгривский монастырь. В ответ крестоносцы предприняли неудачный поход на Земгалию.
Виестартс в 1229 году ответил вторжением на владения меченосцев в правом берегу Даугавы. На обратном пути земгалы были застигнуты врасплох и в ночном сражении потеряли около 500 воинов. Виестартс в дуэли с Айзкраукльским комтуром Маквартом с огненной булавой выбил рыцарю зубы и вырвался из окружения. Это последний бой, в котором упомянуто имя Виестартса.
Последние упоминание имени Виестартс относиться к 1230 году.
В честь Виестура назван орден Виестура, парк и проспект в Риге, улицы в нескольких городах Латвии и несколько морских судов.